# Нитрид молибдена
Нитрид молибдена — неорганическое соединение металла молибдена и азота с формулой MoN.

## Получение
- Действие аммиака на тонко измельчённый металлический молибден:

{\displaystyle {\mathsf {2Mo+2NH_{3}\ {\xrightarrow {800^{o}C}}\ 2MoN+3H_{2}}}}
- Параллельно идёт реакция:

{\displaystyle {\mathsf {4Mo+2NH_{3}\ {\xrightarrow {800^{o}C}}\ 2Mo_{2}N+3H_{2}}}}

## Физические свойства
Нитрид молибдена образует кристаллы 
кубической сингонии, 
параметры ячейки a = 0,4163 нм.
Является проводником электрического тока.